# بحث أكاديمي مباشر
البحث الأكاديمي المباشر
البحث الأكاديمي المباشر: هو مُحرك بحث ظهر على شبكة الإنترنت استخدم لعرض الأدبيات العلمية التي وجدت في أبريل لعام 2006 واستمرت إلى مايو من عام 2008 بحيثُ كانت مجموعة المحركات للبحث المباشر للخدمات جزًء من مايكرسوفت كما انها كانت مشابهة لمنحة جوجل كبديل للزحف إلى الأنترنت والبحث عن المعلومات الأكاديمية ظهر ما يُطلق عليه نتائج البحث المباشر بمصادره الموثوقة مثله كمثل ناشري المجلات الأكاديمية بحيثُ كان يتوجب على المستخدمين تسجيل الدخول للوصول إلى الخدمات.
كان يُعرف البحث الأكاديمي المباشر باسم (Windows live Academic Search)
وقد تم إطلاق اصدارها التجريبي رسميًا في 11 من أبريل لعام 2006 ومن منطلقه تم تغيير اسمه إلى محركات البحث المباشرة في 6 من ديسمبر لعام 2006 وهو ذات الوقت التي أعلنت به شركة مايكرسوفت عن إضافة ملايين من المقالات الجديدة التي كان محتواها خاصًا بالطب الحيوي.
وفي 23 من شهر مايو لعام 2008 اعلنت شركة مايكروسوفت عن انتهاء عمل البحث الاكاديمي المباشر بحث الكتب المباشرة بحيث تم اغلاق كلا الموقعين والاخذ بدمج نتائجهم في محركات البحث العادي، كما اتم المشروع مسح 750.000 كتاب وفهرسة 80 مليون مقال صحفي.
• المميزات:
يحتوي محرك البحث الأكاديمي المباشر على المقالات الصحفية المفهرسة ووقائع المؤتمرات والكتب والأطروحات والرسائل العلمية من المجالات التالية:
•المعلومات وعلوم الحاسوب.
•الفيزياء.
• الهندسة الكهربائية.
• الطب الحيوي.
بالأضافة إلى إمكانات البحث العادي أظهرت مباحث الأكاديمية المباشرة أيضًا على:
• الفرز بحسب الصلة والتاريخ والمؤلف والمجلات والمؤتمرات.
• احتوائها على شرائط تمرير لتغير مستوى تفاصيل نتائج البحث.
.Endnote , Refworks , BibTex* تصدير بعض الأقتباسات لصيع مختلفة بما في ذلك:
• نافذة معاينة على اليمين تعرض العنوان واسم المجلة والملخص والمؤلفون والحجم والسنة والنشر والناشر والمصدر ومعرف الكائن الرقمي للمقال.